# Station Đồng Hới

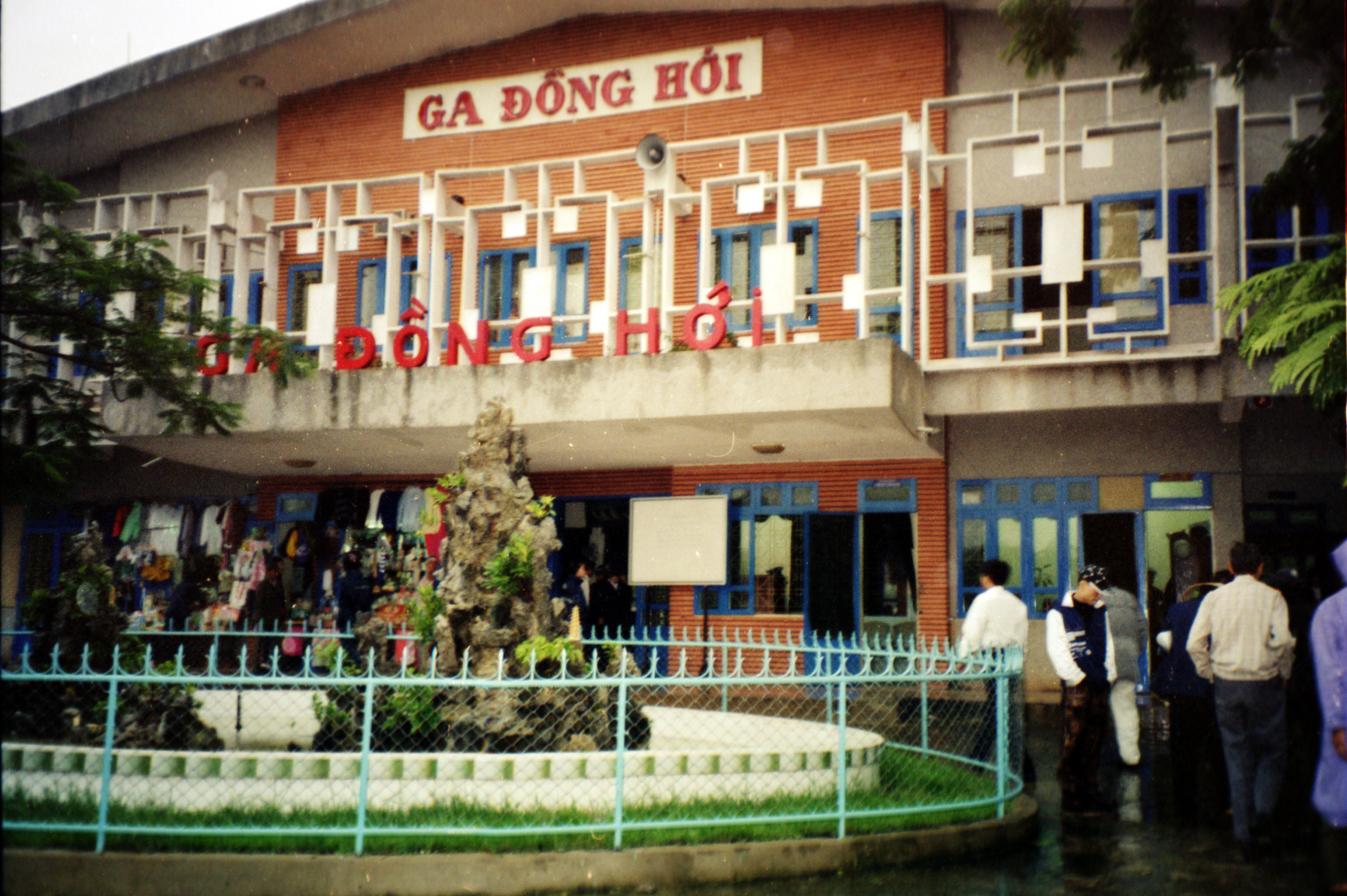
Het station Đồng Hới

Station Đồng Hới is een spoorwegstation in Đồng Hới, de hoofdstad van de Vietnamese provincie Quảng Bình. Station Dong Hoi ligt aan de Noord-zuid spoorweg, die Station Sài Gòn met Station Hanoi verbindt.
Voor het station ligt een emplacement.
Station Hanoi · Station Phu Ly · Station Nam Dinh · Station Thanh Hoa · Station Hai Phong · Station Vinh · Station Đồng Hới · Station Dong Ha · Station Hue · Station Da Nang · Station Tam Ky · Station Quang Ngai · Station Dien Tri · Station Tuy Hoa · Station Nha Trang · Station Muong Man · Station Sài Gòn